# Semiothisa triangulata
Semiothisa triangulata là một loài bướm đêm trong họ Geometridae.